# Emil Haladej
Emil Haladej (* 25. September 1997) ist ein slowakischer Fußballspieler.

## Karriere
Haladej begann seine Karriere beim 1. FC Tatran Prešov. Im September 2016 stand er gegen den DAC Dunajská Streda erstmals im Profikader von Tatran. Sein Debüt für die Profis in der Fortuna liga gab er schließlich im Februar 2017, als er am 20. Spieltag der Saison 2016/17 gegen den ŠK Slovan Bratislava in der Startelf stand. Bis Saisonende kam er zu fünf Einsätzen in der höchsten slowakischen Spielklasse. In der Saison 2017/18 blieb er ohne Einsatz, mit Tatran Prešov stieg er zu Saisonende in die zweite Liga ab.
Zur Saison 2018/19 wurde er an den Neo-Ligakonkurrenten ŠK Partizán Bardejov verliehen. Bis zum Ende der Leihe kam er zu zehn Zweitligaeinsätzen für Partizán. Im Januar 2019 wurde er weiter innerhalb der zweiten Liga an den FK Inter Bratislava weiterverliehen, für den er achtmal spielte. Zur Saison 2019/20 kehrte er nicht mehr nach Prešov zurück, sondern wechselte nach Österreich zum fünftklassigen SV Würmla. Für Würmla kam er bis zum COVID-bedingten Saisonabbruch in zehn Partien in der 2. Landesliga zum Einsatz.
Zur Saison 2020/21 schloss er sich dem viertklassigen ASK Elektra Wien an. Für die Elektra absolvierte er zehn Spiele in der Wiener Stadtliga. Nach der Saison 2020/21 ging Elektra in einer Fusion mit dem Team Wiener Linien zum TWL Elektra auf. Daraufhin wechselte Haladej zur Saison 2021/22 zum Regionalligisten Wiener Sport-Club. Für den WSC kam er zu sechs Einsätzen in der Regionalliga.
Im Januar 2022 wechselte er zum Ligakonkurrenten 1. Wiener Neustädter SC. Für Wiener Neustadt kam er in eineinhalb Jahren zu 21 Einsätzen in der Ostliga, aus der er mit dem Team 2023 abstieg. Daraufhin wechselte Haladej zur Saison 2023/24 zum fünftklassigen UFC Pama.